# Айылный аймак
Айы́лный айма́к (Айыльный аймак; кирг. айыл аймагы) — основная единица административно-территориального деления Кыргызстана третьего уровня, муниципальное образование, состоящее из одного или более сельских населённых пунктов и прилегающих территорий. Орган исполнительной власти аймака носит название айыл окмоту, законодательной — айылный кенеш, судебная власть может быть ограничено представлена местными судами аксакалов.
В переводе с киргизского айыл — село, аймак — вид административной единицы.
До 2011 года назывались аильными округами (кирг. айылдык округ).

## История
По состоянию на 2002 год в Кыргызстане имелось 467 аильных муниципалитета или кенеша, получивших название от органа местного самоуправления — кенеш. Принятая в 2007 году конституция Кыргызстана ввела новое понятие — аильный округ. Тем не менее в главном законе страны не было дано определение новому пониятию. В 2008 году в законе «О местном самоуправлении и местной государственной администрации» появилось определение аильного округа как административно-территориальной единицы. В принятом в 2011 году законе «О местном самоуправлении» данная единица административно-территориального деления уже значилась как айылный аймак. Тем не менее смена написания аильных округов на айылные аймаки в Земельном кодексе Кыргызстана произошла лишь в 2014 году.

## Статистика
В 2018 году на территории республики насчитывалось 453 аймака. Больше всего их в Чуйской области — 105, меньше всего в Баткенской области — 31. Районы с наибольшим количеством аймаков — Сокулукский и Узгенский, по 19 в каждом, с наименьшим — Чаткальский район, в состав которого входит всего 4 аймака.
Крупнейший по населению айылный аймак республики — Шаркский в Кара-Сууйском районе Ошской области. В 2017 году на его территории проживало 45494 человека. Самый малонаселённый аймак — Энильчекский в Ак-Суйском районе Иссык-Кульской области, в нём проживает всего 173 человека.
По состоянию на 1 января 2023 года в Кыргызстане насчитывалось 452 айылных аймака:
| Область         | Айылных аймаков |
| --------------- | --------------- |
| Баткенская      | 31              |
| Джалал-Абадская | 67              |
| Иссык-Кульская  | 61              |
| Нарынская       | 63              |
| Ошская          | 88              |
| Таласская       | 37              |
| Чуйская         | 105             |
| Всего           | 452             |